# Bert I. Gordon
Bert Ira Gordon (Kenosha, 24 september 1922 – Los Angeles, 8 maart 2023) was een Amerikaanse filmmaker en visual effects artist. Hij is vooral bekend van het schrijven van scenario's en het produceren en/of regisseren van sciencefiction- en horror-B-films zoals King Dinosaur (1955), The Amazing Colossal Man (1957), Earth vs. the Spider (1958), Village of the Giants (1965) en Empire of the Ants (1977).
Het oeuvre van Gordon bestaat voornamelijk uit gigantische monsterfilms, waarbij hij achtergrondprojectie gebruikte om de visuele effecten te creëren. Hij kreeg de bijnaam "Mr. B.I.G.", een verwijzing naar zowel zijn initialen als de neiging om in zijn films supergrote wezens op te voeren.

## Biografie
Gordon werd geboren in Kenosha (Wisconsin) op 24 september 1922 als zoon van Sadeline (Barnett) en Charles Abraham Gordon. Hij begon met het maken van filmpjes in 16mm nadat zijn tante hem een camera gaf voor zijn 13e verjaardag. Hij ging naar de University of Wisconsin-Madison maar stopte met studeren om zich aan te sluiten bij de Army Air Forces in de Tweede Wereldoorlog.
In 1945 trouwde hij met Flora Lang (1925-2016) en kregen ze drie dochters: Susan, Carol en Patricia. De twee scheidden in 1979. Hij kreeg een vierde dochter, Christina, met zijn tweede vrouw, Eva Marklstorfer.
Gordon overleed op 8 maart 2023 in Los Angeles op 100-jarige leeftijd.

## Carrière
Na de Tweede Wereldoorlog begonnen hij en zijn vrouw met het maken van televisiereclames. Later monteerde hij Britse speelfilms om ze in tijdsblokken van een half uur te laten passen en werd hij productieassistent bij Racket Squad en cameraman bij Serpent Island (1954).
In 1955 maakte Gordon zijn eerste speelfilm, King Dinosaur, gevolgd door The Cyclops in 1957 met in de hoofdrollen Lon Chaney jr. en Gloria Talbot. In 1957 begon hij zijn productieve samenwerking met American International Pictures, te beginnen met The Amazing Colossal Man en het vervolg uit 1958, War of the Colossal Beast. AIP distribueerde enkele van zijn andere films uit de late jaren 50, zoals Earth vs. the Spider, Beginning of the End en Attack of the Puppet People.
In oktober 1960 klaagde Gordon AIP aan wegens fraude over vier films die ze samen maakten.
Na de opnames van Tormented (1960) schreef, produceerde en regisseerde hij The Boy and the Pirates met in de hoofdrol de toenmalige populaire kindster Charles Herbert en Gordons eigen dochter, Susan Gordon. Sony Pictures Home Entertainment bracht op 27 juni 2006 een dvd-set uit met de zelden vertoonde films The Boy and the Pirates en Crystalstone (1987).
In 2012 presenteerde en modereerde hij een vertoning van The Amazing Colossal Man in Dallas (Texas).